# Rescale
Rescaleは、ハイパフォーマンス・コンピューティング、クラウド管理、CAEを中心に、「デジタル研究開発のためのインテリジェント・コンピューティング」を提供するソフトウェア・テクノロジー企業である。

## 概要
Rescaleは、コンピューティングの複雑さを解消することで、あらゆる業界の組織が科学と工学の飛躍的進歩を加速できるよう支援します。Rescaleは、セキュリティ、アーキテクチャ、財務管理を備えたハイブリッドクラウドコントロールプレーン上での自動化を通じて、ハイパフォーマンスコンピューティングをas-a-serviceとして企業に提供します。Design Engineering誌は、Rescaleを「複雑なシミュレーションや最適化ジョブを実行する必要があるが、HPCハードウェアを必要としない製造業に適している」と評しています。
2015年現在、Rescaleは、主要なクラウドサービスプロバイダーとオンプレミスデータセンターを横断するハイブリッドおよびマルチクラウド運用を可能にする、世界最大のHPCネットワークを確立しています。Rescaleは、航空宇宙産業、自動車産業、製薬、計算ゲノム、製造業、EDA、および半導体産業のワークロードを対象としたコンピューティング・アーキテクチャへのアクセスをITおよびHPCエンジニアに提供しています。

## 歴史
2011年に Joris Poort（CEO）と Adam McKenzie（CTO）によってカリフォルニア州サンフランシスコで設立されたRescaleは、Yコンビネーター で起業し、2023年まで複数回トップ企業として認められている 。ボーイング社では、創業者である Poortと McKenzie がソフトウェア技術を開発し、787ドリームライナーの重量を最適化することで1億8000万ドルの節約を達成した。

## 投資家
Rescaleは、サム・アルトマン、ジェフ・ベゾス、リチャード・ブランソン、クリス・ディクソン、ポール・グラハム、ピーター・ティールなどの著名な投資家から投資資金の提供を受けている。　著名な企業やベンチャーキャピタルの投資家には、NVIDIA、マイクロソフトのM12（ベンチャーキャピタル）部門、日立製作所、サムスン、Initialized Capital、Andreessen Horowitzなどがいる。2022年までに、Rescaleは2億ドル以上を調達し、評価額は10億ドルを超え、クラウド・ハイパフォーマンス・コンピューティング業界初のユニコーン企業となった。

## パートナーシップ
Rescaleは、大手クラウド・インフラストラクチャ・プロバイダーのAmazon Web Services、Microsoft Azure、Google Cloud Platform、Oracle Cloud Infrastructureや、CAE分野のエンジニアリング・ソフトウェア企業（ANSYS、AutoForm、Siemens Digital Industries Software、Dassault Systemes、MSC Softwareなど）と戦略的パートナーシップを結んでいます。

## 参照
1. ↑  Kenneth. “Rescale: Build Your Own Simulation Template in the Cloud”. Virtual Desktop. Template:Cite webの呼び出しエラー：引数 accessdate は必須です。
2. ↑  “Rescale's Political Stance Boosts Cloud Based Supercomputing”. The Platform (2015年5月27日). Template:Cite webの呼び出しエラー：引数 accessdate は必須です。
3. ↑  “Y Combinator”.   Y Combinator. Template:Cite webの呼び出しエラー：引数 accessdate は必須です。
4. ↑  “Rescale Named to Y Combinator's Top Companies List for Fifth Year in a Row” (2023年2月28日). Template:Cite webの呼び出しエラー：引数 accessdate は必須です。
5. ↑  “Former Boeing engineer builds a better way to run simulations”. San Francisco Business Times. (2015年10月9日) 2015年10月18日閲覧。
6. ↑  “Bezos Expeditions”. Template:Cite webの呼び出しエラー：引数 accessdate は必須です。
7. ↑  “Angel List”. Template:Cite webの呼び出しエラー：引数 accessdate は必須です。
8. ↑  “Rescale Emerges With $6.4M to Make Complex Product Design Easier”. Wall Street Journal. (2015年5月14日) 2015年5月14日閲覧。
9. ↑  “Rescale investors”.   Rescale. Template:Cite webの呼び出しエラー：引数 accessdate は必須です。
10. ↑  “Superstar-backed Rescale nets $6.4 million to build a better engineering cloud”. Fortune. (2015年5月14日) 2015年5月14日閲覧。
11. ↑  “Rescale Lands $6.4M From Who's Who of Investors”. TechCrunch. (2015年5月14日) 2015年5月14日閲覧。
12. ↑  Inc. “Rescale Joins World Economic Forum Global Innovators Community” (英語). www.prnewswire.com. 2023年1月21日閲覧。
13. ↑  “AutoForm in the Cloud”. Template:Cite webの呼び出しエラー：引数 accessdate は必須です。
14. ↑  “Siemens' NX Nastran Now Available on Rescale On-Demand Cloud Environment”. Template:Cite webの呼び出しエラー：引数 accessdate は必須です。
15. ↑  “Simulia Technology Partners”. Template:Cite webの呼び出しエラー：引数 accessdate は必須です。
16. ↑  “MSC Technology Partners”. Template:Cite webの呼び出しエラー：引数 accessdate は必須です。